# 烏山市

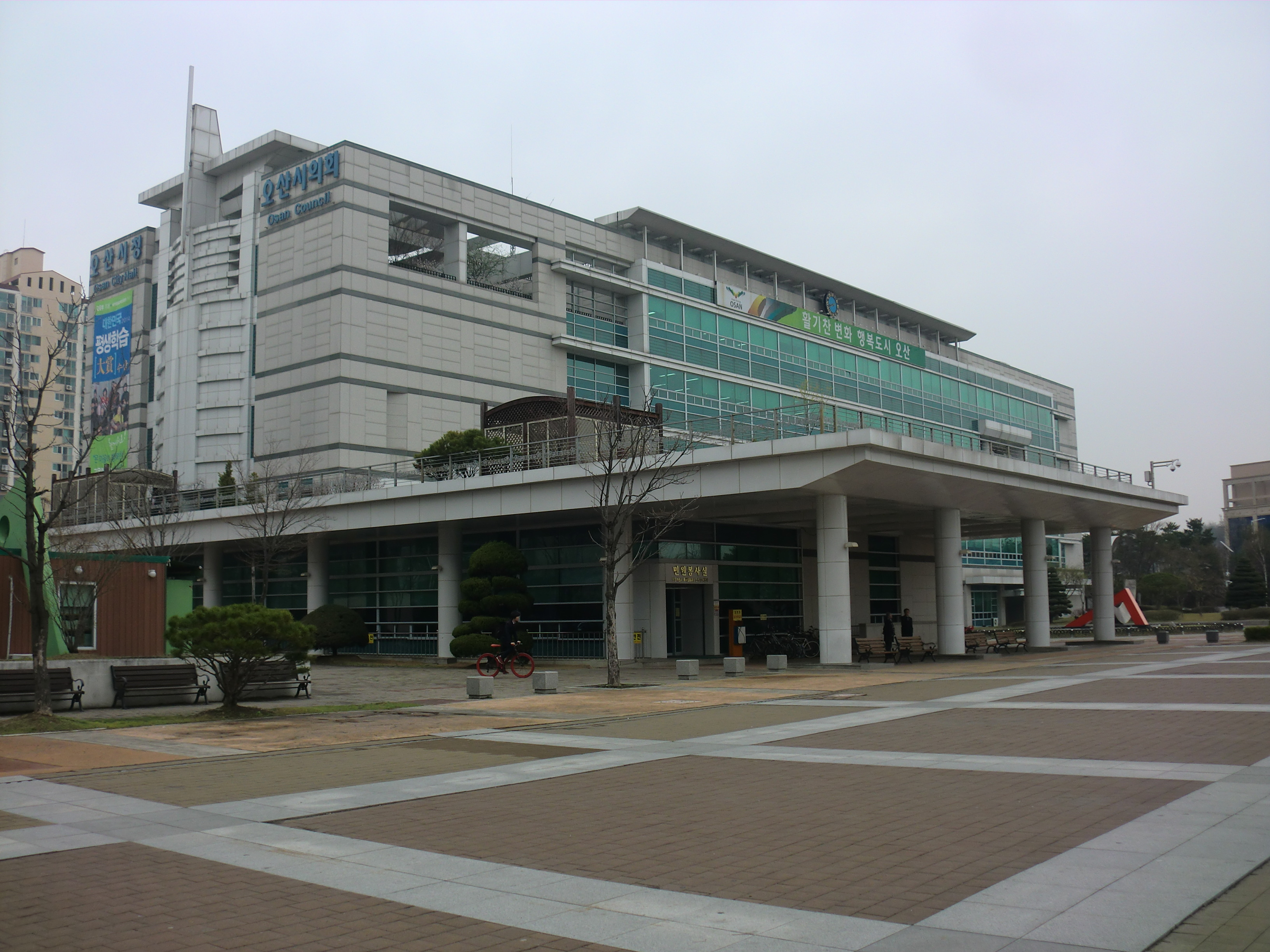
烏山市庁

烏山市（オサンし）は、大韓民国京畿道中部の市。ソウル特別市の南56キロに位置する。面積42.76平方キロ。
大韓民国統治圏内では珍しく、三国時代には高句麗に属していた。その縁で、高句麗の王族が亡命した日本の埼玉県日高市と友好都市になっている。
ソウルの近郊都市として人口が増加している中、京畿道で住民の平均年齢が最も低い市となっている。
在韓米軍の烏山空軍基地は烏山市になく、隣接する平沢市にある。

## 歴史
- 1941年10月1日 - 水原郡城湖面が烏山面に改称した。
- 1949年8月15日 - 水原郡が華城郡に改称した。[3]
- 1950年 - 朝鮮戦争勃発、烏山は米軍と北朝鮮軍の最初の交戦地となる（烏山の戦い）。
- 1960年1月1日 - 烏山面が烏山邑に昇格した。[4][5]
- 1987年1月1日 - 東灘面金谷3里が烏山邑に編入し、その編入した区域をもって金渓洞を設置。[6]
- 1989年1月1日 - 華城郡烏山邑が烏山市に昇格。[7]
- 1991年8月13日 - 驛村洞が大園洞に改称した。
- 1995年4月20日 - 平沢郡振威面の一部（高峴里・清湖里・葛串里の各一部）を編入。[8]
- 1996年 - 日本の埼玉県日高市と友好都市提携。
- 2005年 - 韓国鉄道公社の広域電鉄開業。
- 2012年12月 - 烏山市の人口が20万人を突破した。

## 行政

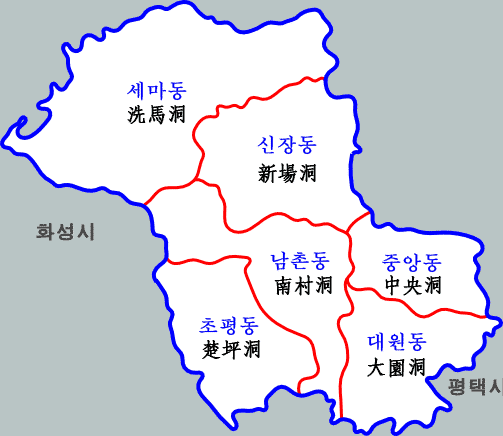
行政区域図

### 行政区域
| 行政洞  | 法定洞                                               |
| ------- | ---------------------------------------------------- |
| 中央洞  | 烏山洞、釜山洞、銀渓洞                               |
| 南村洞  | 烏山洞、青鶴洞、佳長洞、楼邑洞、佳水洞、葛串洞、闕洞 |
| 新場1洞 | 闕洞、錦岩洞、水清洞                                 |
| 新場2洞 | 水清洞、銀渓洞、内三美洞                             |
| 洗馬洞  | 外三美洞、陽山洞、細橋洞、紙串洞、西廊洞             |
| 楚坪洞  | 西洞、伐音洞、斗谷洞、塔洞、楼邑洞、佳水洞           |
| 大園1洞 | 烏山洞、葛串洞、園洞                                 |
| 大園2洞 | 釜山洞、葛串洞、園洞、高峴洞、清湖洞                 |

### 警察
- 烏山警察署

### 消防
- 烏山消防署

## 交通

### 鉄道
- 広域電鉄
  - 京釜線
    - 洗馬駅 - 烏山大駅 - 烏山駅

  - 餅店基地線
    - 西東灘駅

### 高速道路
- 京釜高速道路
  - 烏山インターチェンジ

### 国道
- 国道1号